# Leopard-Skin Pill-Box Hat
Leopard-Skin Pill-Box Hat – piosenka skomponowana przez Boba Dylana, nagrana przez niego w lutym, i wydana na albumie Blonde on Blonde w maju 1966. Ukazała się także na singlu w 1967.

## Historia i charakter utworu
Piosenka „Leopard-Skin Pill-Box Hat” jest uważana z jeden z mniej ważnych utworów Dylana. Nie należy do pieśni protestu, nie zajmuje się polityką ani kondycją świata. Jednak jak większość kompozycji Dylana można go rozpatrywać przynajmniej na dwóch poziomach.
Na pierwszym poziomie jest żartobliwą, a nawet prześmiewczą piosenką opisującą „ofiarę mody”, kobietę podporządkowaną niewolniczo modzie.
Na drugim poziomie jest rozważaniem Dylana nad pustką materializmu.
Od strony muzycznej piosenka ta jest szybkim i prostym bluesem. Jednak jej żywiołowe wykonanie przez Dylana uczyniło z niej jedną z bardziej chwytliwych piosenek albumu i piosenkarz wracał do podczas koncertów stosunkowo często; w latach 90. XX wieku często otwierała ona jego występy.
Pewnym źródłem, jeśli chodzi o tekst, mógł być blues Lightnin’ Hopkinsa „Automobile (Blues)”, nagrany w Houston w 1949 r.
Sam Dylan zapytany o źródła kompozycji odparł: „Musiałem widzieć zdjęcie w oknie domu towarowego. Naprawdę nie ma tym niczego więcej.”
Charakterystyczną cechą piosenki jest solowa partia gitarowa, wykonywana po raz pierwszy przez samego Dylana na gitarze elektrycznej.

## Sesje i koncerty Dylana, na których wykonywał ten utwór

### 1966
sesje do albumu
- 21 stycznia 1966 – sesja do albumu w Columbia Studios, Nowy Jork. Powstały 2 wersje utworu.
- 25 stycznia 1966 – sesja do albumu w Columbia Studios, Nowy Jork w stanie Nowy Jork
- 27 stycznia 1966 – sesja do albumu w Columbia Studios, Nowy Jork w stanie Nowy Jork. Powstały 4 wersje utworu.
- 14 lutego 1966 – sesja do albumu w Columbia Music Row Studios w Nashville w stanie Tennessee. Powstało 14 wersji piosenki. Jedna z nich została umieszczona na albumie.
- 10 marca 1966 – sesja do albumu w Columbia Music Row Studios w Nashville w stanie Tennessee.

koncerty
- 5 lutego 1966 – koncert w „Westchester County Center” w White Plaines, Nowy Jork w stanie Nowy Jork
- 26 lutego 1966 – koncert w „Garden Island” w Hampstead w stanie Nowy Jork

Tournée po Australii i Europie (pocz. 13 kwietnia 1966)
- 13 kwietnia 1966 – koncert na stadionie w Sydney w Australii
- 29 kwietnia 1966 – koncert w „Konserthuset” w Sztokholmie w Szwecji
- 10 maja 1966 – koncert w „Colston Hall” w Bristolu w Anglii
- 14 maja 1966 – koncert w „Odeon Theatre” w Liverpoolu w Wielkiej Brytanii
- 16 maja 1966 – koncert w „Gaumont Theatre” w Sheffield w Anglii, Wielka Brytania
- 17 maja 1966 – koncert we „Free Trade Hall” w Manchesterze w Anglii. To wykonanie zostało wydane na The Bootleg Series Vol. 4: Bob Dylan Live 1966, The „Royal Albert Hall” Concert
- 20 maja 1966 – koncert w „ABC Theatre” w Edynburgu w Szkocji
- 26 maja 1966 – koncerty w „Royal Albert Hall” w Londynie; koncerty wieczorny i nocny

### 1974
Tournée po Ameryce z The Band (pocz. 3 stycznia 1974)
- 3 stycznia 1974 – koncert na „Chicago Stadium” w Chicago w stanie Illinois
- 4 stycznia 1974 – koncert na „Chicago Stadium” w Chicago w stanie Illinois
- 6 stycznia 1974 – koncerty w „The Spectrum” w Filadelfii w stanie Pensylwania. Koncerty wieczorny i nocny
- 21 stycznia 1974 – koncert w „The Omni” w Atlancie w stanie Georgia w USA

### 1976
Rolling Thunder Revue 2 (pocz. 18 kwietnia 1976)
- 22 kwietnia 1976 – koncert w „Starlight Ballroom” w „Belleview Biltimore Hotel” w Clearwater na Florydzie. Koncert nocny
- 18 maja 1976 – koncert w „State Fair Arena” w Oklahoma City w stanie Oklahoma

### 1984
Europejskie tournée 1984 (pocz. 28 maja 1984)
- 29 maja 1984 – koncert na „Arena di Verona” w Weronie we Włoszech
- 16 czerwca 1984 – koncert na „Mungersdorfer Stadion” w Kolonii w Niemczech
- 17 czerwca 1984 – koncert na „Stade de L’Ouest” w Nicei we Francji
- 20 czerwca 1984 – koncert w „Roma Palaeur” w Rzymie we Włoszech
- 21 czerwca 1984 – koncert w „Roma Palaeur” w Rzymie we Włoszech
- 24 czerwca 1984 – koncert na „Stadion San Siro” w Mediolanie we Włoszech
- 30 czerwca 1984 – koncert na „Stade Marcel Saupin” w Nantes we Francji
- 1 lipca 1984 – koncert w „Parc de Sceaux” w Paryżu we Francji
- 3 lipca 1984 – koncert w „Grenoble Alpexpo” w Grenoble we Francji
- 5 lipca 1984 – koncert w „St. James’ Park” w Newcastle w Anglii w Wielkiej Brytanii
- 7 lipca 1984 – koncert na „Wembley Stadium” w Londynie w Anglii
- 8 lipca 1984 – koncert w „Slane Castle” w Slane w Irlandii

### 1986
Tournée Prawdziwe wyznania (pocz. 5 lutego 1986)
2. Letnie tournée po USA (pocz. 9 czerwca 1986)
- 24 lipca 1986 – koncert w „Sandstone Amphitheater” w Bonner Springs w stanie Kansas w USA

### 1987
- 22 listopada 1987 – niezidentyfikowane studio w Nowym Jorku, stan Nowy Jork. Przesłuchanie G. E. Smitha (nowego kierownika zespołu akompaniującego Dylanowi).

### 1988
Nigdy nie kończące się tournée (pocz. 7 czerwca 1988). Wszystkie koncerty Dylana od tego momentu są częścią „Nigdy niekończącego się tournée”.
Interstate 88 I
Część pierwsza: Letnie tournée po Kanadzie i USA
- 25 lipca 1988 – koncert w „Troy G. Chastain Memorial Park Amphitheatre” w Atlancie w stanie Georgia w USA
- 7 sierpnia 1988 – koncert w „Santa Barbara County Bowl”, Santa Barbara, Kalifornia

### 1989
Część piąta Niekończącego się tournée: Letnie tournée po Ameryce Północnej (pocz. 1 lipca 1989)
- 1 lipca 1989 – koncert w „Civic Center Arena”, Peoria, Illinois
- 15 lipca 1989 – koncert w „Seashore Woods Performing Arts Center”, Old Orchard Beach w Portland, Maine
- 20 lipca 1989 – koncert w „Bally’s Grand Hotel”, Atlantic City, New Jersey
- 8 sierpnia 1989 – koncert w „Savage Hall”, Toledo, Ohio, USA
- 26 sierpnia 1989 – koncert w „The Summit”, Houston, Teksas, USA
- 1 września 1989 – koncert w „Park West” w Park City w stanie Utah, USA
- 6 września 1989 – koncert w „Starlight Bowl”, San Diego, Kalifornia, USA
- 8 września 1989 – koncert w „Pacific Amphitheater”, Costa Mesa, Kalifornia, USA

Część szósta Niekończącego się tournée: Jesienne tournée po USA (pocz. 10 października 1989)
- 13 października 1989 – koncert w „The Beacon Theatre”, Nowy Jork, Nowy Jork, USA
- 16 października 1989 – koncert w „The Tower Theatre”, Upper Darby, Pensylwania, USA
- 18 października 1989 – koncert w „Constitution Hall”, Waszyngton, Dystrykt Kolumbia, USA
- 25 października 1989 – koncert w „The Opera House”, Boston, Massachusetts, USA
- 4 listopada 1989 – koncert na „University of Pennsylvania” w Indianie w stanie Pensylwania
- 10 listopada 1989 – koncert w „The Fox Theater”, Atlanta, Georgia, USA
- 13 listopada 1989 – koncert w „Sunrise Musical Theater”, Miami, Floryda, USA
- 15 listopada 1989 – koncert w „Festival Hall”, Tampa Bay Performing Arts Center, Tampa, Floryda, USA

### 1990
Część 7 „Nigdy niekończącego się tournée”: Fastbreak Tour (pocz. 12 stycznia 1990)
- 12 stycznia 1990 – koncert w „Toad’s Place” w New Haven, stan Connecticut, USA
- 30 stycznia 1990 – koncert w „Theatre de Grand Rex” w Paryżu, Francja
- 3 lutego 1990 – koncert w „Hammersmith Odeon” w Londynie w Anglii
- 4 lutego 1990 – koncert w „Hammersmith Odeon” w Londynie, Anglia, Wielka Brytania
- 5 lutego 1990 – koncert w „Hammersmith Odeon” w Londynie, Anglia, Wielka Brytania

Część 8 „Nigdy niekończącego się tournée”: Wiosenne tournée po Północnej Ameryce (pocz. 29 maja 1990)
- 2 czerwca 1990 – koncert w „Ottawa National Arts Center Opera” w Ottawie, prow. Ontario, Kanada

Część 9 „Nigdy niekończącego się tournée”: Europejskie tournée Letni Festiwal (pocz. 27 czerwca 1990)
- 29 czerwca 1990 – koncert w „Dyrskuepladsen” w Roskilde, Dania. W ramach „Roskilde Rock Festival”
- 1 lipca 1990 – koncert w „Ruissalon Kansanpuisto” w Turku, Finlandia. W ramach „Ruisrock”

### 1991
Część 14 „Nigdy niekończącego się tournée”: Letnie europejskie tournée (pocz. 6 czerwca 1991)
- 19 czerwca 1991 – koncert w „Stadthalle” w Offenbach, Niemcy
- 25 czerwca 1991 – koncert w „Cirkus”, Kungliga Djurgarden w Sztokholmie, Szwecja
- 26 czerwca 1991 – koncert w „Cirkus”, Kungliga Djurgarden w Sztokholmie, Szwecja

Część 15 „Nigdy niekończącego się tournée”: Letnie tournée po USA (pocz. 4 lipca 1991)
- 4 lipca 1991 – koncert w „Tanglewood Music Shed” w Lenox, Massachusetts, USA
- 10 lipca 1991 – koncert w „Lake Champlain Fairground” w Essex Junction, Vermont, USA
- 21 lipca 1991 – koncert w „Kings Dominion Amusement Park” w Doswell, Virginia, USA
- 24 lipca 1991 – koncert w „The Thames River Pavilion” w Groton, Connecticut, USA

Część 16 „Nigdy niekończącego się tournée”: Tournée po Ameryce Południowej (pocz. 8 sierpnia 1991)
- 9 sierpnia 1991 – koncert na „Estadio Obras” w Buenos Aires, Argentyna
- 17 sierpnia 1991 – koncert w „Palace Theatre” w São Paulo, Brazylia

### 1992
Część 18 „Nigdy niekończącego się tournée”: Australijskie tournée (pocz. 18 marca 1992)
- 6 kwietnia 1992 – koncert w „Palais Theatre” w Melbourne, Victoria, Australia

Część 22 „Nigdy niekończącego się tournée”: Jesienne tournée po USA (pocz. 9 października 1992)
- 8 listopada 1992 – koncert w „University Center”, University of Miami w Coral Gables, Floryda, USA

### 1993
Część 26 „Nigdy niekończącego się tournée”: Jesienne tournée po USA z Santaną (pocz. 20 sierpnia 1993)
- 9 października 1993 – koncert w „Shoreline Amphitheatre”, Mountain View, Kalifornia, USA

### 1995
Część 33 „Nigdy niekończącego się tournée”: Europejskie wiosenne tournée (pocz. 11 marca 1995)
- 3 kwietnia 1995 – Koncert w „Labatts Apollo”, Manchester, Anglia, Wielka Brytania
- 7 kwietnia 1995 – koncert w „Edinburgh Playhouse”, Edynburg, Szkocja, Wielka Brytania

Część 35 „Nigdy niekończącego się tournée”: Letnie europejskie tournée (pocz. 29 czerwca 1995)
- 3 lipca 1995 – Koncert w „Musik Halle”, Hannover, Niemcy
- 10 lipca 1995 – Koncert w „Beethovensaal”, Liederhalle, Kultur und Congresszentrum, Stuttgart, Niemcy
- 16 lipca 1995 – Koncert na „Plaza de Toros”, Bilbao, Hiszpania
- 21 lipca 1995 – Koncert w „Velodromo Luis Puig”, Walencja, Hiszpania
- 30 lipca 1995 – koncert w „Paleo Festival” w Nyon w Szwajcarii

Część 36 „Nigdy niekończącego się tournée”: Klasyczne jesienne tournée (pocz. 23 września 1995)
- 7 listopada 1995 – koncert w „Dallas Music Complex, Dallas, Teksas, USA

Część 37 „Nigdy niekończącego się tournée”: Tournée Raj utracony (pocz. 7 grudnia 1995)
- 17 grudnia 1995 – koncert w „Electric Factory” w Filadelfii w Pensylwanii, USA

### 1996
Część 38 „Nigdy niekończącego się tournée”: Wiosenne tournée po USA i Kanadzie; (pocz. 13 kwietnia 1996)
- 21 kwietnia 1996 – koncert w „State Theater”, Portland, Maine, USA
- 30 kwietnia 1996 – koncert w „Landmark Theater”, Syracuze, Nowy Jork, Nowy Jork, USA
- 1 maja 1996 – koncert w „Mid-Hudson Civic Center”, Poughkeepsie, Nowy Jork, USA
- 3 maja 1996 – koncert w „University Fieldhouse”, Bucknell University, Lewisburg, Pensylwania, USA
- 12 maja 1996 – koncert w „Alumni Hall” na University of Western Ontario w London w prow. Ontario w Kanadzie
- 16 maja 1996 – koncert w „Pine Knob Music Theatre”, Clarkston, Michigan, USA
- 18 maja 1996 – koncert w „Coca Cola Star Lake Amphitheater”, Burgettstown, Pensylwania, USA

Część 39 „Nigdy niekończącego się tournée”: Letnie europejskie tournée (pocz. 15 czerwca 1996)
- 27 czerwca 1996 – koncert w „Empire”, Liverpool, Anglia, Wielka Brytania
- 29 czerwca 1996 – koncert w „Hyde Park”, Londyn, Anglia, Wielka Brytania. Concert for the Prince’s Trust
- 9 lipca 1996 – koncert w „Sporthalle Alpenstrasse”, Salzburg, Austria
- 13 lipca 1996 – koncert w „Bahrenmfeld-Trabrennbahn”, Hamburg, Niemcy
- 18 lipca 1996 – koncert w „Spektrum”, Oslo, Norwegia

Część 40 „Nigdy niekończącego się tournée”: Amerykańskie jesienne tournée (pocz. 17 października 1996)
- 3 listopada 1996 – koncert w „Soldiers and Sailors Memorial Auditorium”. Chattanooga, Tennessee, USA

### 1997
Część 42 „Nigdy niekończącego się tournée”: Wiosenne tournée po USA i Kanadzie (pocz. 31 marca 1997)
- 12 kwietnia 1997 – koncert w „The Charles A. Dana Center”, Bentley College. Waltham, Massachusetts, USA
- 15 kwietnia 1997 – koncert w „John M. Greene Hall”, Smith College. Northampton, Massachusetts, USA
- 19 kwietnia 1997 – koncert w „Sports Center”, University of Hartford. Hartford, Connecticut, USA
- 20 kwietnia 1997 – koncert w „William T. Boylan Gymnasium”, Monmouth University. West Long Branch, New Jersey, USA
- 27 kwietnia 1997 – koncert w „Tussey Mountain Amphitheatre”. Boalsburg, Pensylwania, USA
- 29 kwietnia 1997 – koncert w „Emens Auditorium”, Ball State University. Muncie, Indiana, USA
- 1 maja 1997 – koncert w „Vanderburgh Auditorium. Evansville, Indiana, USA
- 2 maja 1997 – koncert na „Tom Lee Stage”, Tom Lee Park. Memphis, Tennessee, USA. W ramach Beale Street Festival
- 3 maja 1997 – koncert w „The Plaza”, Von Braun Civic Center. Huntsville, Alabama, USA

Część 43 „Nigdy niekończącego się tournée”: Letnie tournée po USA i Kanadzie (pocz. 3 sierpnia 1997)
- 7 sierpnia 1997 – koncert w „Molson Amphitheatre”. Toronto, Ontario, Kanada
- 15 sierpnia 1997 – koncert w „PNC Bank Arts Center”. Hohndel, New Jersey, USA
- 16 sierpnia 1997 – koncert w „Great Woods Performing Arts Center”. Mansfield, Massachusetts, USA
- 20 sierpnia 1997 – koncert w „Mann Music Center”. Filadelfia, Pensylwania, USA
- 22 sierpnia 1997 – koncert w „GTE Amphitheater”. Virginia Beach, Virginia, USA
- 23 sierpnia 1997 – koncert w „Filene Center”, Wolf Trap Farm Park for Performing Arts. Vienna, Virginia, USA
- 26 sierpnia 1997 – koncert w „Blossom Music Center”. Cuyahoga Falls, Ohio, USA
- 27 sierpnia 1997 – koncert w „Deer Creek Music Center”. Noblesville, Indiana, USA
- 28 sierpnia 1997 – koncert w „World Music Theatre”. Tinley Park, Illinois, USA
- 29 sierpnia 1997 – koncert na „Midway Stadium”. St. Paul, Minnesota, USA
- 31 sierpnia 1997 – koncert na „Main Stage”, Liberty Park. Kansas City, Missouri, USA. W ramach Spirit Fest

Część 44 „Nigdy niekończącego się tournée”: Jesienne tournée po Wielkiej Brytanii (pocz. 1 października 1997)
- 2 października 1997 – koncert w „Bournemouth International Centre”. Bournemouth, Anglia, Wielka Brytania

Część 45 „Nigdy niekończącego się tournée”: Jesienne tournée po USA (pocz. 24 października 1997)
- 7 listopada 1997 – koncert w „Veterans Memorial Auditorium”. Columbus, Ohio, USA

### 1998
Część 47 „Nigdy niekończącego się tournée”: Zimowe tournée po USA (pocz. 13 stycznia 1998)
- 17 stycznia 1998 – koncert w „The Theater”, Madison Square Garden. Nowy Jork, Nowy Jork, USA

Część 50 „Nigdy niekończącego się tournée”: Letnie europejskie tournée (pocz. 30 maja 1998)
- 14 czerwca 1998 – koncert w „Stadthalle”. Brema, Niemcy
- 15 czerwca 1998 – koncert w „Sportpaleis Ahoy” w Rotterdammie w Holandii
- 16 czerwca 1998 – koncert w „Grugahalle”. Essen, Niemcy
- 17 czerwca 1998 – koncert w „Forest National”. Bruksela, Belgia
- 28 czerwca 1998 – koncert w „Pyramid Stage”, Worthy Farm. Pilton, Anglia, Wielka Brytania
- 30 czerwca 1998 – koncert w „Le Zenith” w Paryżu we Francji
- 4 lipca 1998 – koncert w „Castello Scaligero”. Villafranca, Włochy
- 11 lipca 1998 – koncert na „Doctor Music Festival”. Escalarre, Hiszpania
- 12 lipca 1998 – koncert na „Racetrack”, Frauenfeld. Zurych, Szwajcaria. Out in the Green Festival

Część 51 „Nigdy niekończącego się tournée”: Tournée po Australii i Nowej Zelandii (pocz. 19 sierpnia 1998)
- 19 sierpnia 1998 – koncert w „Mercury Lounge”, Crown Casino. Melbourne, Victoria, Australia
- 22 sierpnia 1998 – koncert w „Melbourne Park”. Melbourne, Victoria, Australia
- 24 sierpnia 1998 – koncert w „Adelaide Entertainment Center” w Adelajdzie w Południowej Australii, Australia
- 26 sierpnia 1998 – koncert w „Burswood Dome”, Burswood Resort Casino. Perth, Zachodnia Australia, Australia
- 4 września 1998 – koncert w „Entertainment Centre”. Sydney, Nowa Południowa Walia, Australia
- 5 września 1998 – koncert w „Entertainment Centre”. Wollongong, Nowa Południowa Walia, Australia
- 7 września 1998 – koncert w „North Shore Event Centre”, Glenfield. Auckland, Nowa Zelandia
- 12 września 1998 – koncert w „Westpac Trust Entertainment Centre”. Christchurch, Nowa Zelandia

Część 52 „Nigdy niekończącego się tournée”: Tournée po Zachodnim Wybrzeżu USA w Vanem Morrisonem (pocz. 17 września 1998)
- 17 września 1998 – koncert w „Alexander and Baldwin Amphitheatre”, Maui Arts and Cultural Center. Kahului, Maui, Hawaje
- 19 września 1998 – koncert w „Arthur L. Andrews Outdoor Theatre”, University of Hawaii at Manoa. Honolulu, Hawaje
- 26 września 1998 – koncert w „Shoreline Amphitheater”. Mountain View, Kalifornia, USA

Część 53 „Nigdy niekończącego się tournée”: Jesienne tournée po USA i Kanadzie (pocz. 15 października 1998)
- 15 października 1998 – koncert w „Olympic Saddledome” (Canadian Airlines Saddledome). Calgary, Alberta, Kanada
- 5 listopada 1998 – koncert w „Cole Field House”, University of Maryland. College Park, Maryland, USA
- 7 listopada 1998 – koncert w „Alexander Memorial Coliseum”, Georgia Institute of Geology. Atlanta, Georgia, USA

### 1999
Część 54 „Nigdy niekończącego się tournée”: Zimowe tournée po USA (pocz. 26 stycznia 1999)
- 26 stycznia 1999 – koncert w „Everblades Arena”. Fort Myers, Floryda, USA
- 28 stycznia 1999 – koncert w „National Car Rental Center”, Sunrise. Fort Lauderdale, Floryda, USA
- 30 stycznia 1999 – koncert w „Ice Palace”. Tampa, Floryda, USA
- 1 lutego 1999 – koncert w „Tallahassee-Leon County Civic Center” w Tallahassee na Florydzie, USA
- 3 lutego 1999 – koncert w „Nat Kiefer UNO Lakefront Arena”, University of New Orleans. Nowy Orlean, Luizjana, USA
- 6 lutego 1999 – koncert w „Municipal Auditorium”. Nashville, Tennessee, USA
- 12 lutego 1999 – koncert w „S.I.U Arena”, Southern Illinois University. Carbondale, Illinois, USA
- 14 lutego 1999 – koncert w „Joyce Center” na Notre Dame University w South Bend w stanie Indiana, USA
- 18 lutego 1999 – koncert w „Stabler Arena”, Lehigh University. Betlehem, Pensylwania, USA
- 20 lutego 1999 – koncert w „Olympic Center”. Lake Placid, Nowy Jork, USA
- 23 lutego 1999 – koncert w „Marine Midland Arena”. Buffalo, Nowy Jork, USA
- 25 lutego 1999 – koncert w „Cumberland Civic Center”. Portland, Maine, USA

Część 55 „Nigdy niekończącego się tournée”: Wiosenne tournée po Europie (pocz. 7 kwietnia 1999)
- 7 kwietnia 1999 – koncert w „Pavilhao do Atlantico”, Parque das Nacoes. Lizbona, Portugalia
- 8 kwietnia 1999 – koncert w „Colisio Oporto”. Oporto, Portugalia
- 17 kwietnia 1999 – koncert w „La Malagueta” w Maladze w Hiszpanii
- 21 kwietnia 1999 – koncert w „Pabellon Principie Felipe”. Zaragoza, Hiszpania
- 27 kwietnia 1999 – koncert w „Sporthall” w Linzu w Austrii
- 28 kwietnia 1999 – koncert w „Hali Tivoli”. Ljubljana, Słowenia

Część 56 „Nigdy niekończącego się tournée”: Letnie tournée po USA z Paulem Simonem (pocz. 5 czerwca 1999)
- 30 czerwca 1999 ERIC CLAPTON & FRIENDS – benefisowy koncert na cele Crossroads Centre w Antigui. „Madison Square Garden”. Nowy Jork, Nowy Jork, USA
- 6 lipca 1999 – koncert w „Saint Andrews Hall”. Detroit, Michigan, USA
- 7 lipca 1999 – koncert w „Pine Knob Music Theatre”. Clarkston, Michigan, USA

Część 58 „Nigdy niekończącego się tournée”: Jesienne tournée z Philem Leshem i Przyjaciółmi po USA (pocz. 26 października 1999)
- 6 listopada 1999 – koncert w „Bryce Jordan Center” na Penn State University w State College w stanie Pensylwania, SA
- 10 listopada 1999 – koncert w „Veterans Memorial Coliseum”. New Haven, Connecticut, USA
- 13 listopada 1999 – koncert w „Continental Airlines Arena”. East Rutherford, New Jersey, USA
- 19 listopada 1999 – koncert w „Copa Room”, Sands Casino. Atlantic City, New Jersey, USA

## Dyskografia i wideografia
Singel
- „Leopard-Skin Pill-Box Hat”/„Most Likely You Go Your Way and I’ll Go Mine”. Wydany w marcu 1967 r. osiągnął 81 pozycję na liście przebojów magazynu Billboard (Columbia 4-44069). Wielka Brytania – wydany w maju (CBS 202700)

Dyski
- The Bootleg Series Vol. 4: Bob Dylan Live 1966, The „Royal Albert Hall” Concert (1998)

## Wersje innych artystów
- Woody Herman – Woody Herman Presents a Great American Evening, Volume 3 (1983)
- Jimmy LaFave – Austin Style (1992)
- Vole na albumie różnych wykonawców A Tribute to Bob Dylan (1992)
- John Mellencamp na albumie Boba Dylana i różnych wykonawców The 30th Anniversary Concert Celebration (1993)
- Robyn Hitchcock – Robyn Sings (2002)
- Walter Trout na albumie różnych wykonawców Blues on Blonde on Blonde (2003)

## Listy przebojów
| Rok         | Singel                      | Lista              | Pozycja |
| ----------- | --------------------------- | ------------------ | ------- |
| marzec 1967 | „Leopard-Skin Pill-Box Hat” | Billboard. Hot 100 | 8       |